# Hieracium atrellum
Hieracium atrellum es una especie de planta con flor del género Hieracium, de la familia Asteraceae, orden Asterales.

## Distribución
Hieracium atrellum se distribuye por Polonia, Rumania y Ucrania.

## Taxonomía
Fue descrita científicamente por (Zahn) Üksip. Fue publicada en V.L.Komarov (ed.), Fl. URSS 30: 189 (1960).